# Hongkong op de Olympische Zomerspelen 1956
Hongkong nam deel aan de Olympische Zomerspelen 1956 in Melbourne, Australië. Ook bij de tweede deelname werd geen enkele medaille gewonnen.

## Deelnemers en resultaten

### Zwemmen
| Olympiër       | Discipline          | Resultaat | Prestatie              |
| -------------- | ------------------- | --------- | ---------------------- |
| Cheung Kin Man | 100m vrije slag (m) | 22e       | serie 2: 4de in 59,8   |
| Wan Shiu Ming  | 100m vrije slag (m) | 32e       | serie 5: 7de in 1.00,7 |
| Wan Shiu Ming  | 400m vrije slag (m) | 32e       | serie 1: 7de in 5.02,6 |
| Cheung Kin Man | 100m rugslag (m)    | 25e       | serie 3: 6de in 1.14,0 |

Afghanistan · Argentinië · Australië · Bahama's · België · Bermuda · Birma · Brazilië · Brits-Guiana · Bulgarije · Cambodja* · Canada · Ceylon · Chili · Colombia · Cuba · Denemarken · Duits eenheidsteam · Egypte* · Ethiopië · Fiji · Filipijnen · Finland · Frankrijk · Griekenland · Groot-Brittannië · Hongarije · Hongkong · Ierland · IJsland · India · Indonesië · Iran · Israël · Italië · Jamaica · Japan · Joegoslavië · Kenia · Liberia · Luxemburg · Malakka · Mexico · Nederland* · Nieuw-Zeeland · Nigeria · Noord-Borneo · Noorwegen · Oeganda · Oostenrijk · Pakistan · Peru · Polen · Portugal · Puerto Rico · Roemenië · Singapore · Sovjet-Unie · Spanje* · Taiwan · Thailand · Trinidad en Tobago · Tsjecho-Slowakije · Turkije · Uruguay · Venezuela · Verenigde Staten · Vietnam · Zuid-Afrika · Zuid-Korea · Zweden · Zwitserland*

*alleen deelgenomen in Stockholm